# Ronald George Wreyford Norrish
Ronald George Wreyford Norrish (9 novembre 1897 à Cambridge - 7 juin 1978 à Cambridge) est un chimiste britannique. Il reçoit conjointement avec Manfred Eigen et George Porter le prix Nobel de chimie de 1967 pour leurs travaux sur les réactions chimiques extrêmement rapides.

## Biographie
En 1915, il obtient une bourse pour étudier les sciences naturelles à l'université de Cambridge. En 1916, il part faire son service national en France et est fait prisonnier en 1918. Après la guerre, il retourne à Cambridge pour poursuivre ses études. Il commence sa carrière de recherche dans la même université. En 1937, il obtient une chaire de chimie physique qu'il occupe jusqu'en 1965, année où il devient professeur émérite.

## Travaux scientifiques
Ronald Norrish aborde de nombreux domaines de recherche comme la photochimie ou la cinétique chimique en employant notamment des méthodes spectroscopiques.
En 1967, il obtient conjointement avec Manfred Eigen et George Porter le prix Nobel de chimie « pour leurs études des réactions chimiques extrêmement rapides, obtenues en perturbant l'équilibre à l'aide de très courtes impulsions d'énergie ».

## Distinctions et récompenses
- Prix Nobel de chimie en 1967.
- docteur honoris causa des universités de la Sorbonne, de Leeds, de Sheffield, de Liverpool, de Lancaster, et de Colombie-Britannique.
- président de la Faraday Society.
- membre de la Chemical Society.
- membre du Royal Institute of Chemistry.
- membre d'honneur de la Société de chimie physique de Paris, de la Société polonaise de chimie, de la Société royale des sciences d'Uppsala et de l'Académie des sciences de New York.
- Médaille Meldola en 1926.
- Médaille Davy de la Royal Society en 1958.
- Médaille Faraday de la Chemical Society en 1965.